# Agenda 21 local
 (juin 2012).
Un agenda 21 local est une déclinaison du de l'Agenda 21 issu de la conférence de Rio tenue en 1992, qui offre un cadre de travail aux collectivités locales et à leurs habitants pour y mettre en œuvre les concepts de développement durable.
Le terme « agenda » est à comprendre au sens anglo-saxon du terme, à savoir programme. Celui-ci doit, selon les principes du développement durable, harmonieusement traiter les aspects économiques ; sociaux et culturels ; et environnementaux.
Un tel projet doit être imaginé avec la plus large participation de la population et des acteurs de la société civile (associations, entreprises, administrations).
Au niveau européen, la mise en place des différents agendas a été initiée par la conférence d'Aalborg en 1994 suivie par celle de Lisbonne deux ans plus tard.

## Définition
Un agenda 21 local est l'un des outils de transcription dans la réalité du développement durable. S'il s'agit d'un plan d'actions programmées, la méthode d'élaboration de l'agenda 21 est aussi importante que le résultat final, car ces deux aspects sont interdépendants.
En effet, quelle que soit la nature de la structure qui s'engage dans un agenda 21, il s'agit pour elle bien de réorienter ses actions à la lumière des principes du développement durable. Cela exige l'implication de toutes les parties prenantes. Pour une collectivité territoriale, les parties prenantes sont notamment les élus, les services, les « grands acteurs » (associations, administrations, établissements publics, syndicats professionnels…) et bien sûr les citoyens. L'autre impératif est la réalisation d'un diagnostic préalable à l'échange avec les parties prenantes. Ce diagnostic vise à donner à tous une base de travail et de discussion commune.
L'ambition d'un tel programme nécessite la mobilisation de tous mais plus particulièrement du plus haut responsable de la structure (directeur, président, maire ou chef de l'entité territoriale…).
Il s'agit d'une démarche itérative, c'est-à-dire pérenne. Un agenda 21 doit constamment évoluer pour assurer son efficacité, d'où l'utilité d'une évaluation continue des actions mises en place.
Au sens strict, le terme d'agenda 21 local correspond aux plans de développement durable mis en place par les collectivités territoriales. En réalité, d'autres acteurs se sont approprié l'expression « agenda 21 » pour qualifier leurs projets de développement durable, tels certains établissements publics ou entreprises.
Plus simplement, l'agenda 21 local est un document qui fixe un projet de territoire pour dix ou quinze ans, basé sur une gestion économe, équitable et intégrée au territoire. Il doit répondre à des enjeux pour le futur.

## Grandes étapes
L'élaboration d'un agenda 21 est un processus qui s'élabore le plus souvent sur 3 à 4 ans. Les étapes principales de sa rédaction sont le diagnostic, la concertation et l'écriture du plan d'action.
Le diagnostic est composé de deux volets :
1. un état des lieux du territoire (histoire, ressources, forces et faiblesses, état/pression/réponses…)
2. une évaluation des politiques menées au regard du développement durable.

Ce double effort fournit les informations nécessaires à l'engagement d'un dialogue avec les acteurs du territoire et les habitants.
La concertation fait partie intégrante d'une démarche se réclamant du développement durable (notion de gouvernance).
L'écriture du plan d'action doit restituer les propositions émises durant la concertation en les hiérarchisant et en les disposant selon un calendrier (d'où le nom d'agenda). Le plan doit pouvoir être évalué au moyen d'indicateurs fiables et crédibles.
Concrètement, cela signifie que chaque proposition est analysée du point de vue de la pertinence globale et vis-à-vis des compétences de la collectivité, de son incidence financière, mais aussi du point de vue de ses impacts environnementaux et sociaux.
Ce plan est ensuite soumis aux élus qui le modifient avant de le voter. On entre alors dans la phase de mise en œuvre de l'agenda 21, qui en théorie n'est jamais terminée (cf. principe de l'amélioration continue et de l'adaptation au contexte changeant).

## Exemples et état des lieux

### Situation en Europe
En Europe, pratiquement toutes les grandes métropoles et de nombreuses villes moyennes de l’Europe des 15 ont entamé un processus plus ou moins complet de planification de la soutenabilité de leur développement, ou d’agenda 21. Selon l'ICLEI, plus de 6 000 collectivités avaient un agenda 21 local en Europe, d'abord (dès la fin des années 1990) dans les pays scandinaves (exemple : Stockholm, Helsinki, Copenhague) et dans le centre de l’Europe des 12 (Hanovre, Vienne, Berlin, Fribourg, Bologne). En Angleterre, toutes les grandes collectivités disposaient d'un agenda 21 au début des années 2000. L'Espagne, l'Italie, et la France ont suivi plus tardivement, avec des documents et processus plus ou moins complexes, précis, concrets ou simplifiés. Bologne et Fribourg sont deux villes suivies en 2007 comme des laboratoires et pilotes  par l'ICLEI. En Suisse, plusieurs cantons et communes ont lancé un agenda 21. Une des premières collectivités publiques suisses à mettre sur pied un agenda 21 ambitieux fut la République et Canton du Jura, Juragenda 21, sous la direction du ministre Pierre Kohler.

### France
En France, les premières expériences ont émergé vers 1996, soit quatre ans après la conférence de Rio, mais sur les 36 000 communes, en l'an 2000 seul un petit nombre avaient entamé un processus. Une Stratégie nationale de développement durable (SNDD), a été validée en 2003 par un Comité interministériel du développement durable. Elle s'appuie sur une batterie d'indicateurs renseignés par l’Institut français de l’Environnement (IFEN), que les citoyens pourront suivre. Les villes souvent citées comme en avance sont notamment Lille, Nantes, Strasbourg, Lyon, Mulhouse, qui toutes ont des agenda 21 différents, adaptés aux contextes locaux, dans le cadre de démarche de démocratie participative. La liste des agendas 21 communaux est disponible sur le portail des agendas 21.
Parmi les agendas 21 locaux originaux, figurent celui de la commune du Séquestre (81, Tarn), la plus petite collectivité française (1 600 habitants) engagée dans cette démarche, ainsi que l'Agenda 21 du sport français mis en place par Comité olympique français avec l'aval et la collaboration du ministère de la Jeunesse et des Sports. Des régions (Nord-Pas-de-Calais), des départements (Réunion) ont mis en place des agendas 21. Quelques collèges et lycées ont également entamé des démarches de ce type. On peut notamment citer l'exemple de 14 écoles primaires girondines engagées depuis 3 ans dans un agenda 21 scolaire avec le soutien de la Communauté urbaine de Bordeaux. Chaque année, de nouvelles écoles candidates bénéficient du dispositif Agir pour le développement durable qui leur permet de mettre en œuvre leur agenda 21 scolaire.

### Espagne
En Espagne, une Fondation pour la recherche et le développement de l’environnement (FIDA) a été créée qui vise l'intégration des principes et critères du développement durable dans les documents d'urbanisme et de planification, l'appui aux agendas 21 locaux et la mise en place d'indicateurs de suivi et de performance aux échelles locales.

### Canada
Au Canada, certaines municipalités du Québec se sont dotées d'agenda 21 local. Parmi celles-ci, les cas les plus avancés sont Baie-Saint-Paul (2005), Sorel-Tracy (2003) et Saint-Félicien (2005). Ces initiatives proviennent des élus municipaux et de la base (citoyens, entreprises, organismes) dans le but d'améliorer la qualité de vie et de promouvoir le développement durable. Ces initiatives étant purement volontaires, les outils légaux, administratifs et les expertises pour la mise en place des agendas 21 locaux représentent un défi considérable.